# Le major parlait trop (téléfilm)
Pour les articles homonymes, voir Le major parlait trop (homonymie).
Pour plus de détails, voir Fiche technique et Distribution.
Le major parlait trop (A Caribbean Mystery) est un téléfilm américain réalisé par Robert Michael Lewis, diffusé le 22 octobre 1983 sur CBS aux États-Unis. Il est adapté du roman Le major parlait trop d'Agatha Christie, mettant en scène la détective Miss Marple.
C'est le premier des deux téléfilms avec Helen Hayes dans le rôle de Miss Marple, l'autre étant Jeux de glaces (téléfilm). Elle a aussi joué en 1982 dans un autre téléfilm tiré de l'oeuvre d'Agatha Christie : Un meurtre est-il facile ? (téléfilm, 1982) (téléfilm, 1982).

## Synopsis
Miss Marple est en vacances aux Caraïbes, après quelques soucis de santé, en pension dans une station balnéaire tenue par Molly et Tim Kendal. Elle y fait la connaissance du major Palgrave, un vieux militaire plutôt bavard portant un œil de verre. Il lui dit qu'il écrit ses mémoires, et lui raconte des scandales et des affaires de meurtres jamais résolues. Il lui confie aussi qu'il est sur la piste d'un assassin, dont il se prépare à lui montrer la photographie. Mais il y renonce au moment où arrive un groupe de quatre autres touristes résidents. Le lendemain matin il est retrouvé mort, apparemment victime d'une crise cardiaque. Dans la chambre du vieux major, une jeune employée antillaise de la pension remarque un médicament qu'elle n'y avait jamais vu auparavant. Après exhumation du corps de Palgrave et son autopsie, il est établi qu'il a été empoisonné. Miss Marple décide d'enquêter pour retrouver le meurtrier avant qu'il ne commette d'autres crimes.

## Fiche technique
- Titre original : A Caribbean Mystery
- Titre français : Le major parlait trop
- Réalisation : Robert Michael Lewis
- Scénario : Sue Grafton et Steve Humphrey, d'après le roman Le major parlait trop d'Agatha Christie.
- Direction artistique : Robert MacKichan
- Photographie : Ted Voigtlander
- Montage : Ted Voigtlander
- Musique : Lee Holdridge
- Production : Stan Margulies
- Sociétés de production : Stan Margolies Company et Warner Bros. Television
- Société de distribution : Columbia Broadcasting System (CBS)
- Pays d’origine : États-Unis
- Langue originale : anglais
- Format : couleur - 35 mm - 1,33:1 - mono
- Genre : Téléfilm policier
- Durée : 88 minutes
- Dates de sortie :
  -  États-Unis : 22 octobre 1983

## Distribution
- Helen Hayes : Miss Jane Marple
- Barnard Hughes : Mr. Rafiel
- Jameson Parker : Tim Kendall
- Season Hubley (en) : Molly Kendall
- Swoosie Kurtz : Ruth Walter
- Cassie Yates (en) : Lucky Dyson
- Zakes Mokae : Capitaine Daventry
- Stephen Macht : Greg Dyson
- Beth Howland : Evelyn Hillingdon
- Maurice Evans : Major Geoffrey Palgrave
- Lynne Moody : Victoria Johnson
- George Innes : Edward Hillingdon
- Brock Peters : Dr Graham
- Michael Preston : Arthur Jackson
- Bernard McDonald : Le Ministre
- Santos Morales : Miguel
- Sam Scarber : Sergent
- Cecil Smith : Client de l'hôtel

## Sortie vidéo
Le téléfilm a fait l'objet d'une sortie sur le support DVD :
- Agatha Christie - Les classiques de Warner Bros. (Coffret 4 DVD-9) sorti le 19 octobre 2011 édité par Koba Films et distribué par Warner Bros. Home Entertainment France. Le ratio est en 1.33:1 plein écran 4:3. L'audio est en Français et Anglais 2.0 Dolby Digital avec présence de sous-titres français. En supplément les filmographies des acteurs, un documentaire sur Agatha Christie ainsi que des bandes annonces de l'éditeur. Il s'agit d'une édition Zone 2 Pal[1].